# Museu Nacional de l'Aire i l'Espai
El Museu Nacional de l'Aire i l'Espai (National Air and Space Museum) és un museu aeroespacial situat a Washington, D.C. als Estats Units d'Amèrica. Forma part de la Smithsonian Institution i, el 2016, va ser el museu més visitat dels Estats Units i els segon més visitat del món amb 7,5 milions de visitants.

## Història
Al lloc on actualment hi ha el museu hi havia antigament l'arsenal de la ciutat. Durant la Guerra Civil dels Estats Units es va emprar com a hospital de guerra i hi van rebre tractament molts dels ferits més greus.
El museu va ser fundat per decret del president Harry S. Truman el 12 d'agost de 1946 amb el nom original de National Air Museum.
El gran edifici actual es va inaugurar l'1 de juliol de 1976, coincidint amb el bicentenari dels Estats Units.

## Galeria

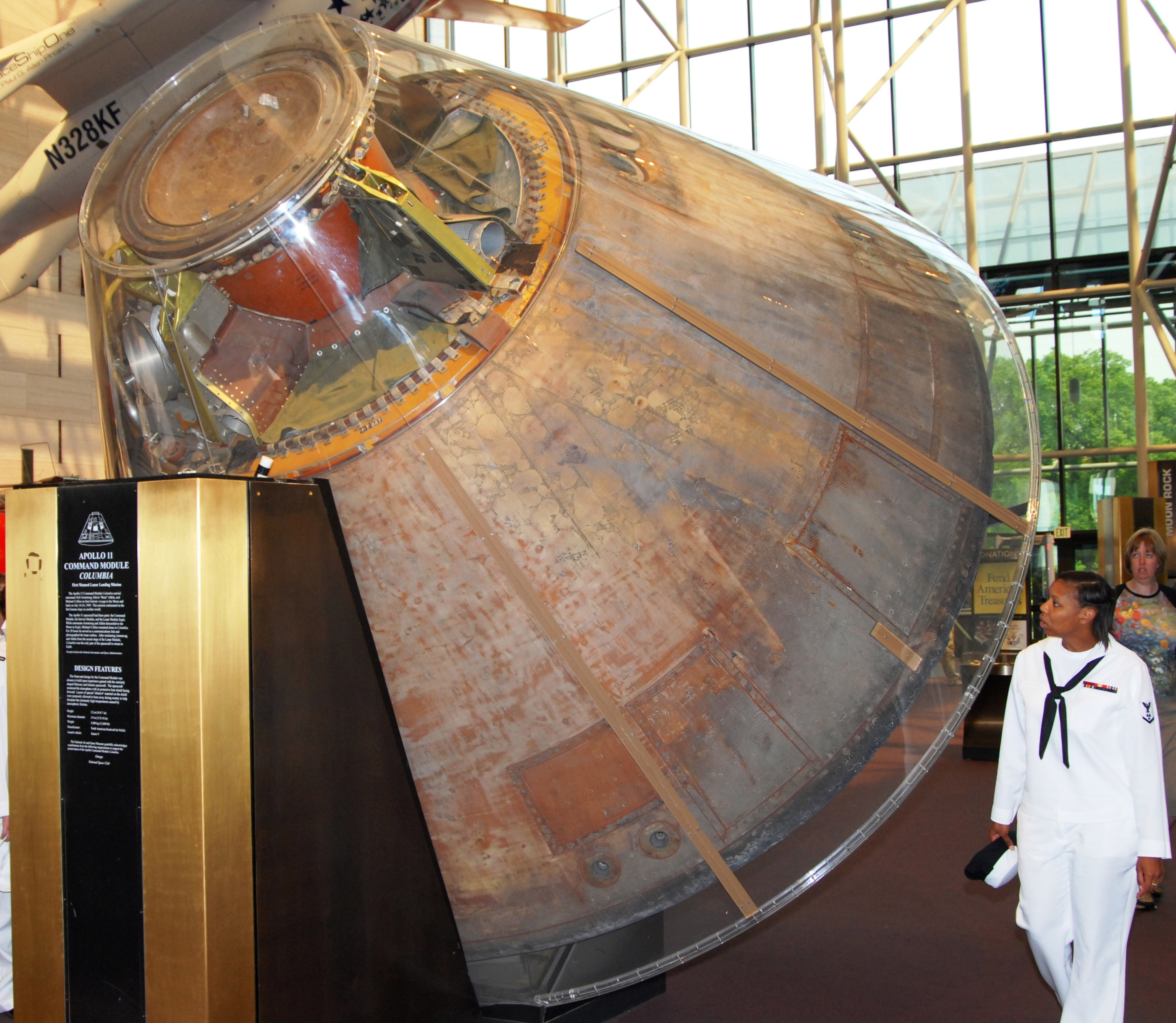
Mòdul de comandament de l'Apollo 11
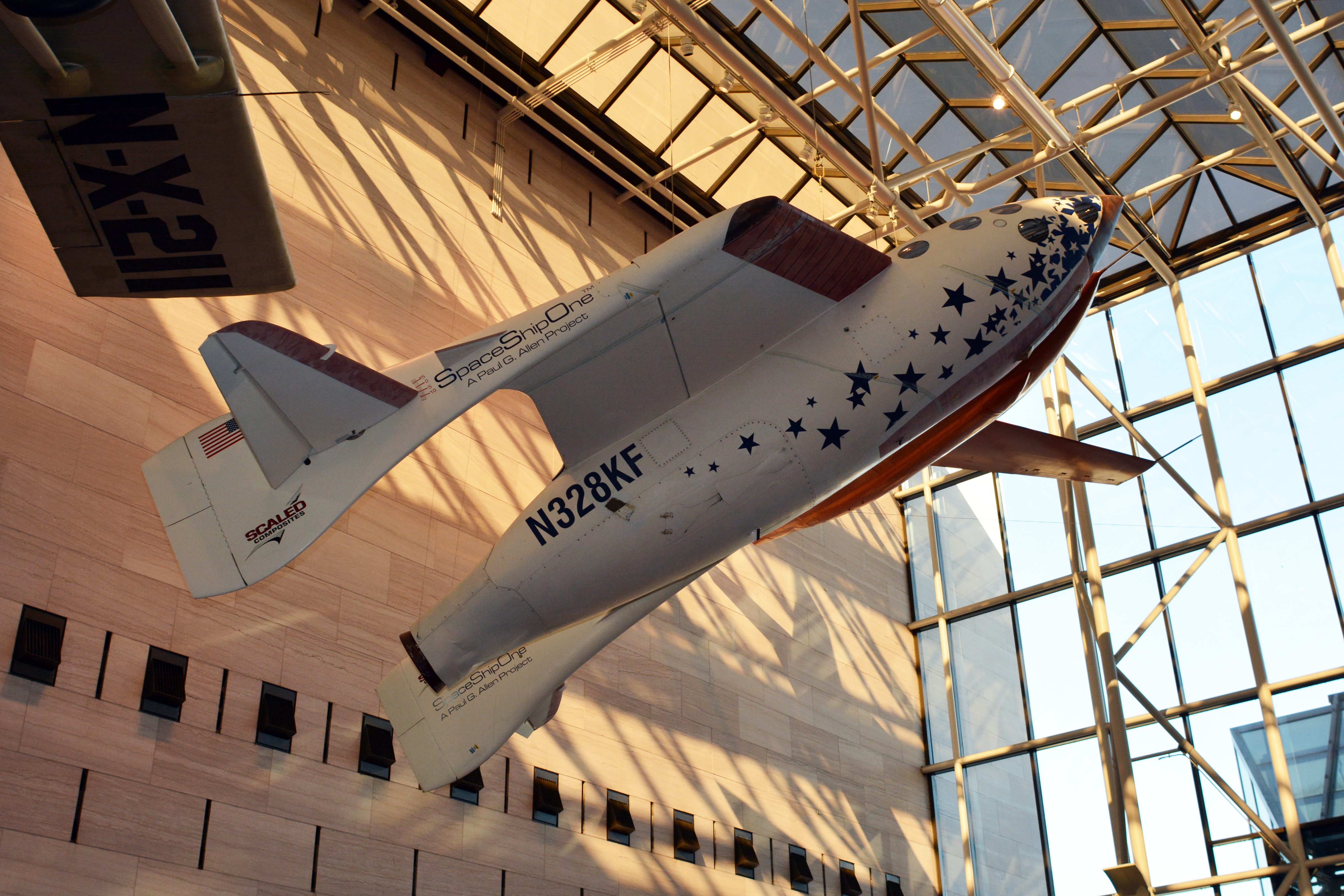
SpaceShipOne
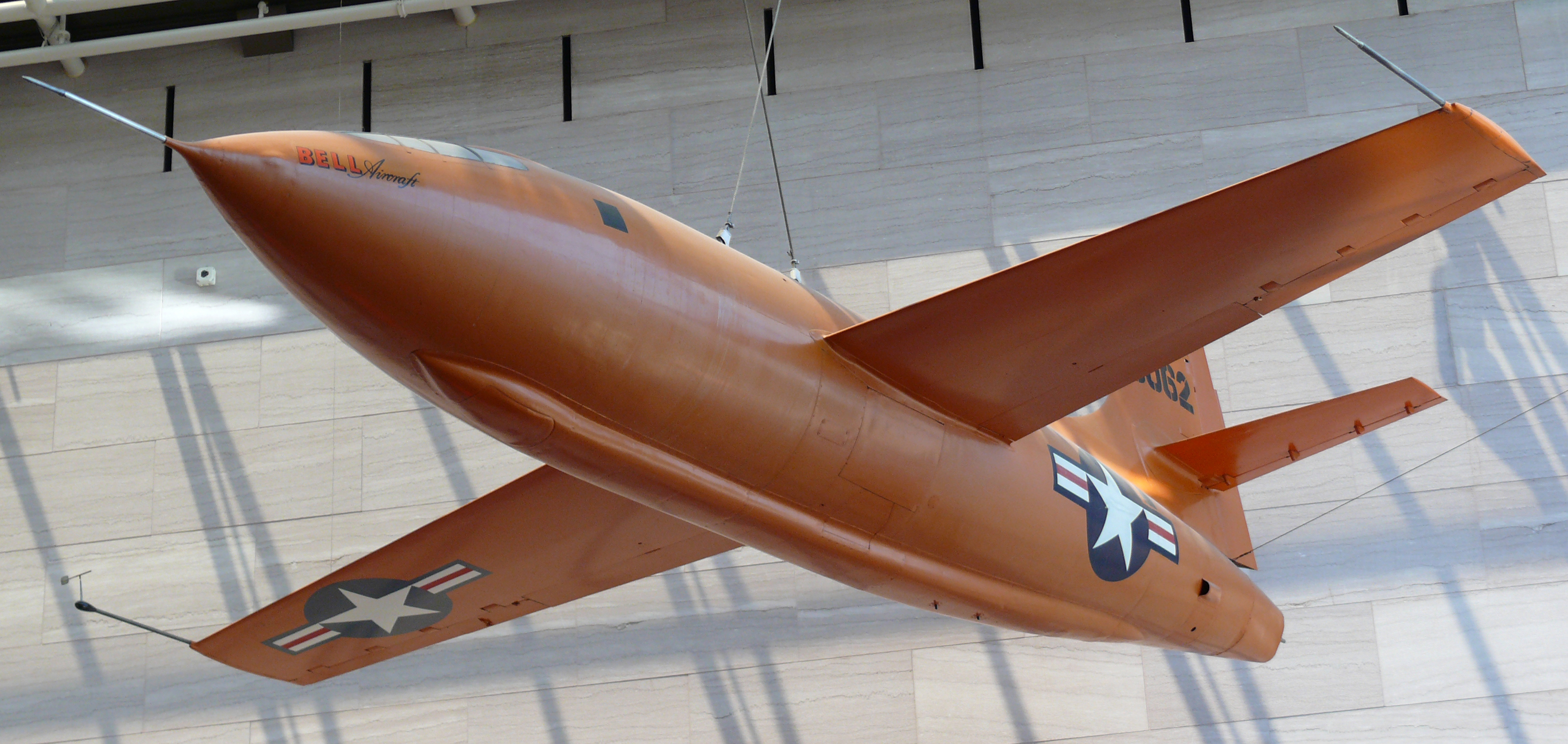
Bell X-1
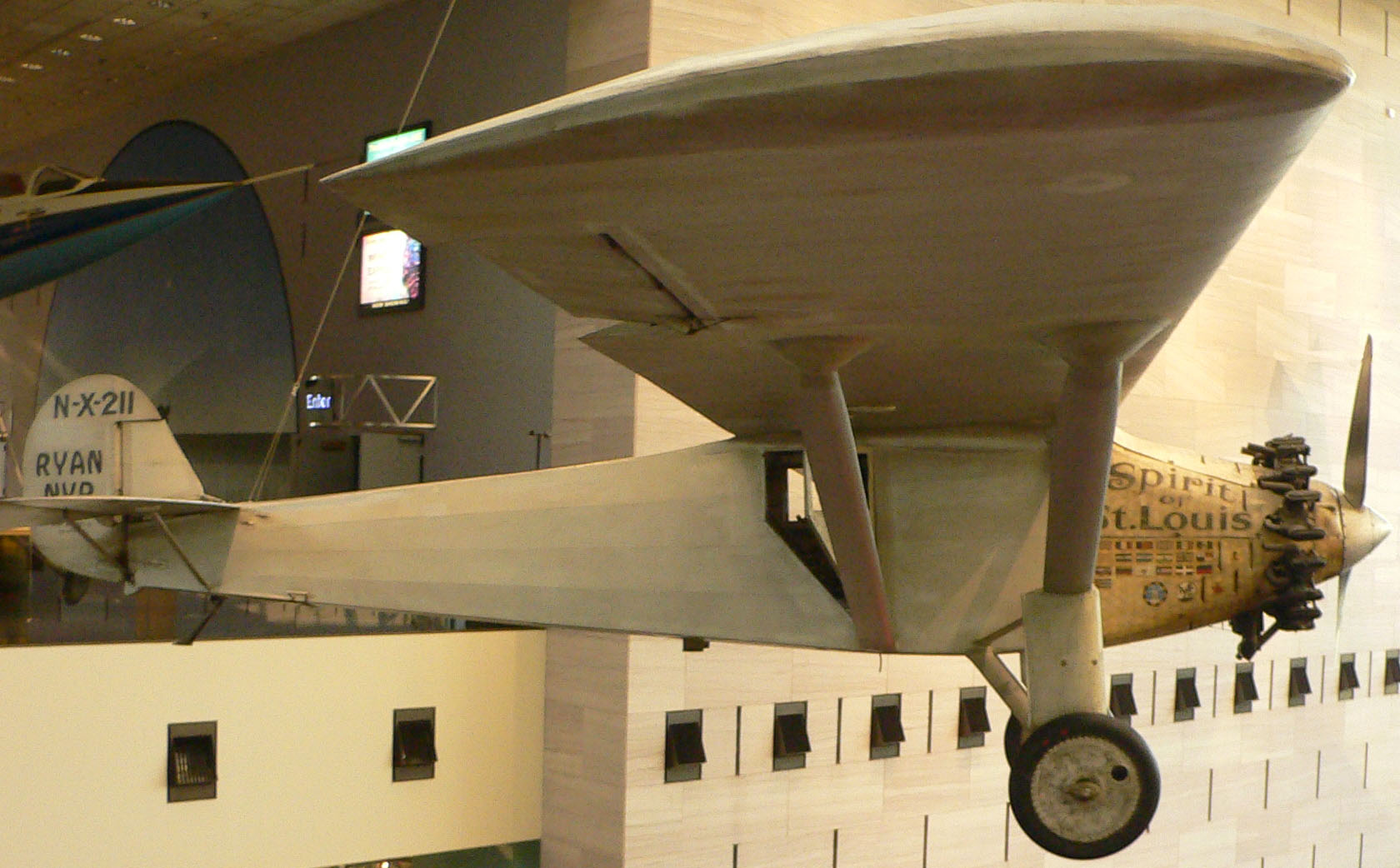
The Spirit of St. Louis
X-15
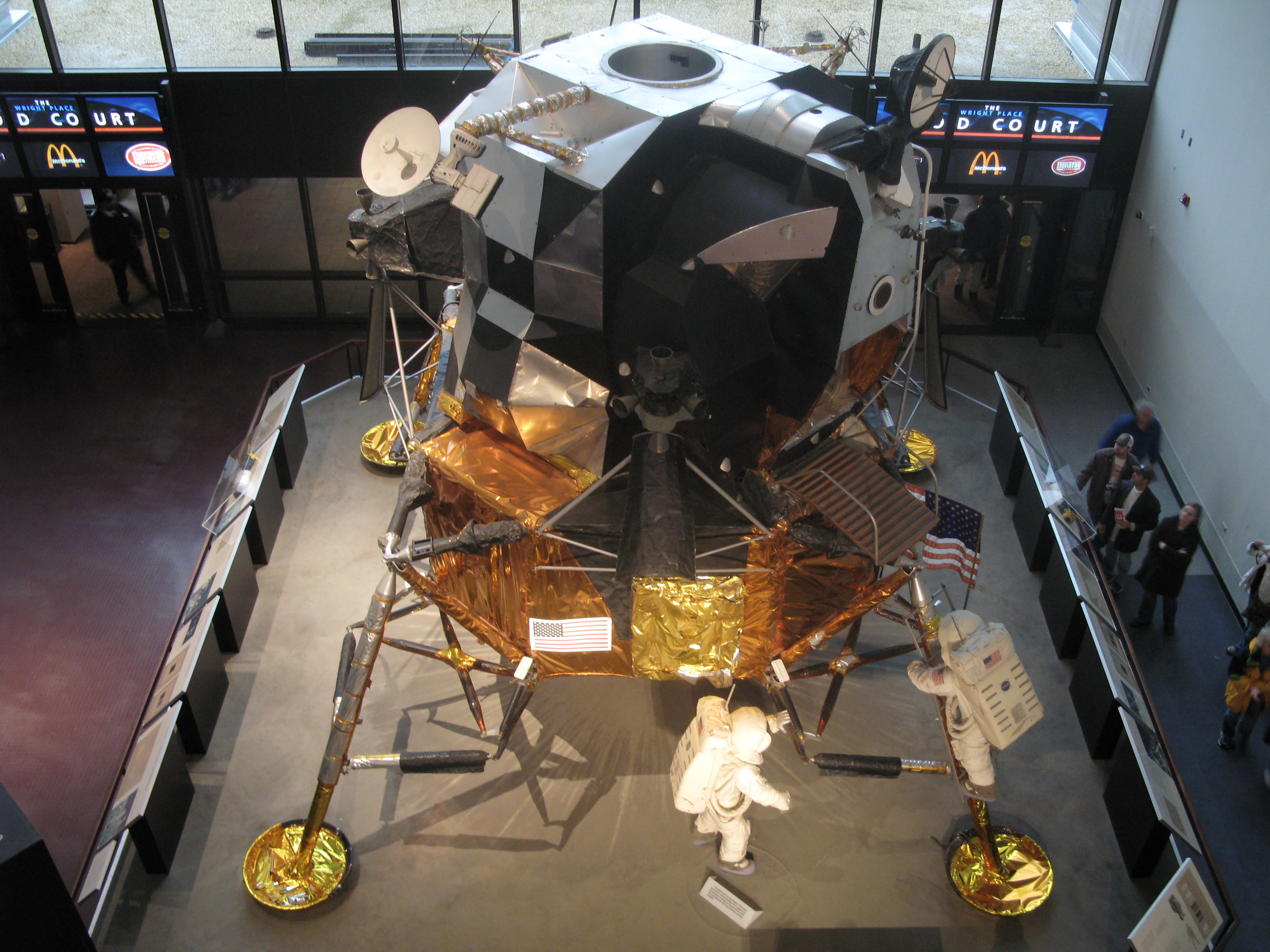
Apollo Lunar Module LM-2
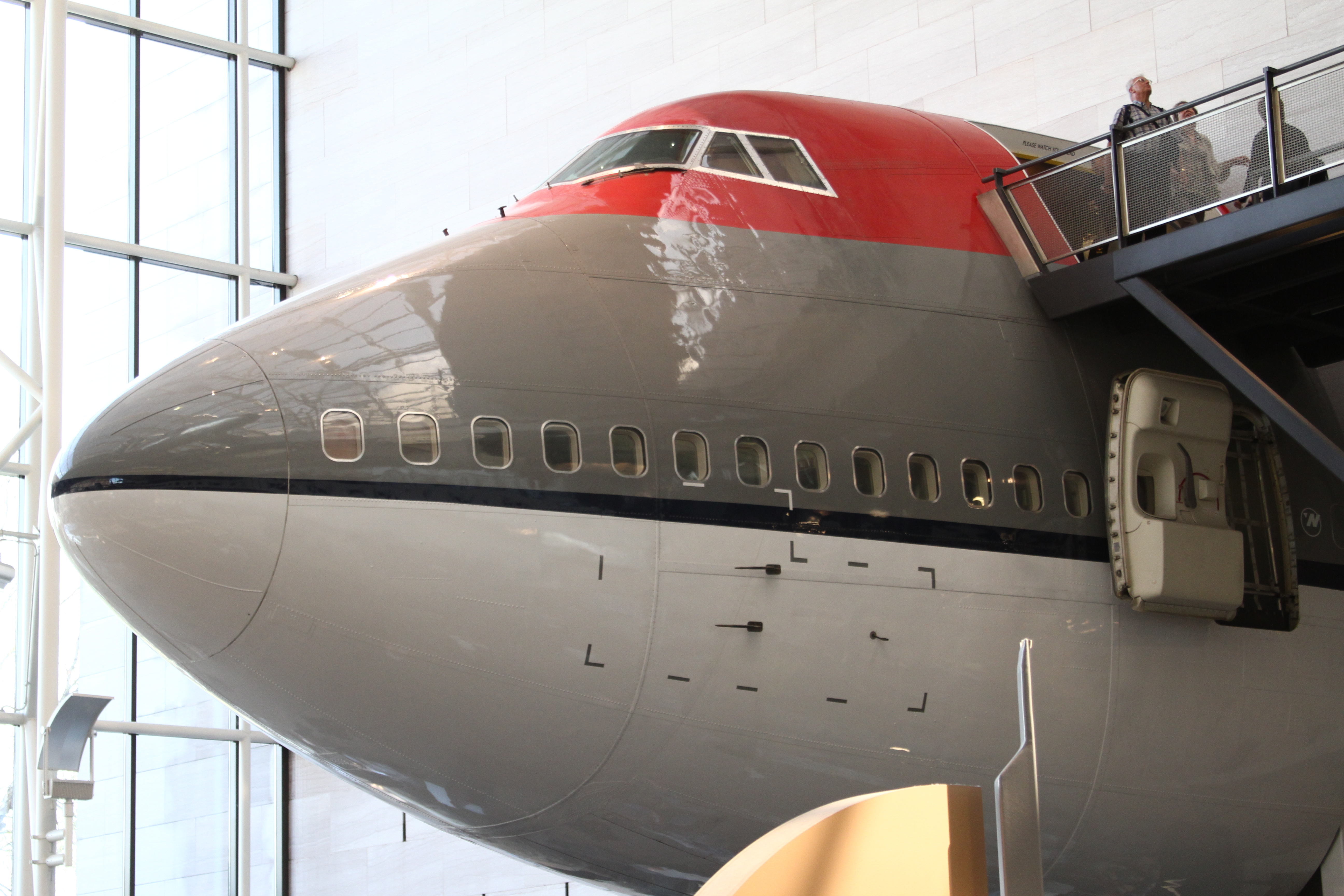
Boeing 747